# 이성호 (희극인)
이성호(1984년 3월 15일 ~ )은 대한민국의 개그맨이다.

## 출연 작품
- 웃찾사 (SBS)
  - 성호야~
- 개그투나잇 (SBS)
  - 티많이납니까?